# Mary Morris
Mary Lilian Agnes Morris (Lautoka, Fiyi, 13 de diciembre de 1915 –Aigle, Suiza, 14 de octubre de 1988) fue una actriz británica.
Hija de Herbert Stanley Morris, botánico natural de Australia, y de Sylvia Ena de Creft-Harford, nació en Fiyi donde su padre ejercía de secretario personal del Gobernador. La familia se trasladó a Gran Bretaña y el padre murió en un accidente aéreo cuando ella tenía tres años.
Se formó en la Real Academia de Arte Dramático. Morris debutó en Lisístrata en el Gate Theatre de Londres en 1936. Actuó  en Pimpinela Smith (1941) junto a Leslie Howard. En 1943 trabajó en la película bélica Undercover.
Trabajó en numerosas series y programas de televisión: The Prisoner (1967), Anna Karenina (1977), Doctor Who (1982),
The Ray Bradbury Theater (1988) en el episodio titulado There Was an Old Woman, etc..